# Indonesisch Nationaal Leger
Het Indonesisch Nationaal Leger (Indonesisch: Tentara Nasional Indonesia, TNI) is de krijgsmacht van Indonesië.
De TNI heeft drie afdelingen:
- TNI-AD (Tentara Nasional Indonesia Angkatan Darat); de landmacht.
- TNI-AL (Tentara Nasional Indonesia Angakatan Laut); de zeemacht.
- TNI-AU (Tentara Nasional Indonesia Angakatan Udara); de luchtmacht.

## Geschiedenis van de TNI
De geschiedenis van de TNI gaat terug tot 5 oktober 1945, toen het onder de naam "Volksveiligheidsleger" (Tentara Keamanan Rakjat, TKR) werd opgericht. De TKR was een opvolger van de direct na de Indonesische onafhankelijkheid door het Voorbereidend Comité voor de Indonesische Onafhankelijkheid opgerichte Volksveiligheidsorganisatie (BKR). De chef van de generale staf werd Oerip Soemohardjo (KNIL-veteraan), terwijl TKR-commandant Soedirman (ex-PETA-officier) tot panglima besar (opperbevelhebber) werd gekozen. De TKR verslaat radicale groeperingen, zoals in de residentie Pekalongan, in december 1945. Van januari tot eind mei 1946 evacueert de TKR ex-krijgsgevangenen, geïnterneerden en Japanse soldaten naar Batavia (80.000 mensen in totaal). 
Vanaf 25 januari 1946 werd het leger "Leger van de Republiek Indonesië" (Tentara Republik Indonesia, TRI) genoemd, en op 3 juni 1947 kreeg het de huidige naam TNI.
Na de soevereiniteits-overdracht van december 1949 werd de naam: Angkatan Perang Indonesia Serikat (APRIS; "Indonesisch federaal leger"). Na het uitroepen van de eenheidsstaat 17 augustus 1950 werd de naam gewijzigd in APRI. Vervolgens werd het weer TNI.